# Linggalaksana
Linggalaksana is een bestuurslaag in het regentschap Tasikmalaya van de provincie West-Java, Indonesië. Linggalaksana telt 3802 inwoners (volkstelling 2010).